# Децл
Кири́лл Алекса́ндрович Толма́цкий (22 июля 1983, Москва — 3 февраля 2019, Ижевск), более известный под псевдонимами Децл, Le Truk и Джузеппе Жёстко — российский рэп-исполнитель, автор песен, композитор, актёр и поэт. Являлся одним из наиболее влиятельных хип-хоп-исполнителей России.
В 1999 году начал музыкальную карьеру, записав трек «Пятница», видеоклип на который находился в широкой ротации «MTV Россия». На волне успеха стал продюсерским проектом своего отца, Александра Толмацкого, и его бизнес-партнёра, Влада Валова, автора текстов для проекта. Его дебютный альбом «Кто ты?» разошёлся тиражом более миллиона экземпляров и получил высокий рейтинг редакторов портала Rap.ru, которые посчитали его лучшим рэп-альбомом 2000 года. В 2001 году был выпущен второй альбом, «Уличный боец», оказавшийся менее успешным, чем дебютная работа. В конце года Толмацкий-старший перестал сотрудничать с Валовым, в результате чего распался их «Bad B. Альянс».
В 2002 году Толмацкий начал самостоятельную творческую деятельность и стал писать тексты сам. Взял себе новый псевдоним «Le Truk» и выпустил третий альбом Detsl aka Le Truk (2004). Песни «Потабачим», «Бог есть» и «Legalize» стали известными за счёт ротации видеоклипов на эти песни на телеканале «MTV Россия». После выхода альбома ДеЦл разорвал отношения с отцом-продюсером. Следующие два альбома, MosVegas 2012 (2008) и «Здесь и сейчас» (2010), рэпер выпустил самиздатом под новым псевдонимом «ДецлЪ». С 2014 по 2018 год Le Truk работал над трилогией «Дециллион», состоящей из трёх дисков: Dancehall Mania (2014), MXXXIII (2014) и «Неважно, кто там у руля» (2018). С 2015 года Децл стал затрагивать политические темы, связанные с коррупцией в органах государственной власти России: «Пробки, стройка, грязь» (2015), «Кто там у руля?!» (2018), «Мысли глубоко» (2018), «Узурпаторов план» (2018), «Сине-красные огни» (2018).
По итогам 2000 года ДеЦл стал лауреатом премии «Золотой Птюч '99» в категории «Надежда года», а также премии «Рекордъ» в категории «Дебют года». Был признан «Прорывом года» журналом «ОМ», где также номинировался в категориях «Исполнитель года» и «Видео года». За видеоклип на песню «Вечеринка» рэпер получил MTV Video Music Awards в номинации «Выбор зрителей MTV Россия» (Russian Viewer’s Choice). Видеоклипы на песни «Вечеринка», «Кровь моя, кровь» и «Надежда на завтра» стали лауреатами в номинации «Хит-парад-20» на первой церемонии вручения премии «Муз-ТВ». За песню «Письмо» ДеЦл получил награды на музыкальных премиях «Стопудовый хит» и «Золотой граммофон». В 2012 году был награждён премией «Золотая Горгулья» в номинации «Легенда года». Посмертно удостоился звания «Хип-хоп-легенда» на премии «ЖАРА Music Awards» и специальной награды «За вклад в развитие хип-хоп-музыки» на премии «Муз-ТВ».
3 февраля 2019 года Кирилл Толмацкий умер в своей гримёрке после выступления в Ижевске от острой сердечной недостаточности, явившейся осложнением заболевания сердечно-сосудистой системы.

## Биография
Кирилл Толмацкий родился 22 июля 1983 года в Москве. Отец — Александр Яковлевич Толмацкий (род. 12 мая 1960), диск-жокей в Доме культуры завода «Серп и молот», с 1987 года — продюсер, основатель радио Next (2005), с 2011 года — генпродюсер телеканала A-One. По причинам личного характера в последние 15 лет жизни Кирилл Толмацкий не общался с отцом. Мать — Ирина Анатольевна Толмацкая (род. 14 октября 1963), медицинский администратор. Учился в Швейцарии, окончил в Москве престижную школу British International School. У Кирилла есть единокровная сестра Анфиса (род. 15 апреля 2009 во втором браке отца) и брат Фёдор.

### 1998—2001: Начало творческой карьеры
В октябре 1998 года Кирилл Толмацкий начал заниматься брейк-дансом после того, как увидел по телевизору видеоклип на песню «Вы хотели party?» группы Jam Style & Da Boogie Crew, который в то время активно ротировался на телеканалах:
Я много смотрел MTV, много смотрел Муз-ТВ, интересовался, что происходит в музыкальной сфере. И на тот момент крутили клип Da Boogie Crew & Лигалайз «Вы хотели Party?!» Там, где Da Boogie Crew, очень зажигательно танцевали брейк-данс. И я подумал: «О, наконец-то в Россию это пришло!» Я до этого, конечно, слышал разный рэп, но мне больше нравилась именно история с танцами. — Кирилл Толмацкий
В 1999 году его отец, генеральный продюсер продюсерской фирмы «МедиаСтар» и главный поставщик музыкального материала для телеканала «Муз-ТВ», Александр Толмацкий, предложил сыну в качестве подарка на день рождения записать в студии песню «Пятница», видеоклип на которую попал в широкую ротацию «MTV Россия» в годовщину эфира телеканала, 25 сентября 1999 года. Первое выступление Децла состоялось 3 сентября 1999 года на фестивале Adidas StreetBall Challenge в Москве. После этого лицо рэпера появилось на обложке ноябрьского выпуска журнала «ПТЮЧ»; это было началом большого количества статей, посвященных Децлу.
Дебютный альбом «Кто ты?», вышедший в 2000 году, разошёлся тиражом более миллиона копий. За этот альбом Децл получил премию «Рекордъ-2001» в номинации «Дебют года» и MTV Video Music Awards за клип «Вечеринка» в номинации «российский приз зрительских симпатий». Награда, в виде статуэтки стоящего на одной ноге космонавта с флагом MTV в руке, была вручена Децлу и продюсеру Владу Валову американским исполнителем Moby 7 сентября 2000 года на 17-й церемонии музыкальных наград MTV Video Music Awards 2000 прошедшей в Нью-Йоркском Radio City Music Hall. Клипы на песни из альбома (такие как «Слезы», «Вечеринка», «Кровь моя, кровь») на протяжении долгого времени находились в горячей ротации на радио и телевидении. Весной—летом 2000 года Децл становится лицом продолжительной, массированной, нацеленной на молодёжную аудиторию, рекламной кампании «Пепси, пейджер, MTV» проведенной совместно компанией PepsiCo, телеканалом «MTV Россия» и оператором пейджинговой связи «Мобил—Телеком». Много позднее, в интервью 2013 года Децл признал: "Единственное, что я не могу себе простить, — это акция «Пепси, пейджер, MTV».
Второй альбом Децла — «Уличный боец» выпущенный в 2001 году, тоже стал успешным. Большинство текстов для этого альбома (в отличие от предыдущего) были написаны самим Децлом, а его тематика стала более взрослой, затрагивающей проблемы межнациональных и классовых конфликтов. За альбом Децл получил множество премий, в том числе премии «Муз-ТВ», MTV Video Music Awards (Выбор зрителей России), Юнеско (лучшая обложка года), «Стопудовый хит» от радиостанции «Хит FM», а также совместно с Марусей премию «Золотой граммофон» за песню «Письмо», которая стала хитом.

### 2002—2004: альбом «Detsl a.k.a. Le Truk»
В 2004 году вышел третий альбом, в названии которого «aka Le Truk» был представлен новый псевдоним Децла. К этому времени Децл прекратил сотрудничество со студией звукозаписи своего отца и с прежними партнёрами по студийной работе (в частности, Владом Валовым). Новый альбом он готовил самостоятельно, для записи заключил контракт с продюсером Григорием Зориным. Среди композиторов альбома были А. Карпунин, MC Beat, DJ Shooroop, Dj Tonic, Max Homich, Dj 108-й, Dj La. В качестве звукопродюсера выступил тоже сам Децл. В альбоме много живых инструментов и женского вокала (Карина Сербина, Кнара). Хотя некоторые песни стали хитами, в целом альбом оказался менее успешным, чем предыдущие, его продажи были оценены лейблом Universal Music Group как провальные. На песни «Потабачим», «Бог есть» и «Legalize» были сняты клипы, однако последний запрещён к показу на российском телевидении: его сочли пропагандирующим лёгкие наркотики.

### 2008 — альбом MosVegas 2012
Попытка перехода на псевдоним Le Truk оказалась неудачной. Чтобы избежать конфликта со студией звукозаписи Александра Толмацкого, которой принадлежали права на бренд «Децл», Кирилл Толмацкий добавил к своему прежнему псевдониму твёрдый знак: «ДецлЪ». В январе 2008 года вышел четвёртый студийный альбом Децла MosVegas 2012, созданный в сотрудничестве с санкт-петербургским музыкантом Beat-Maker-Beat. В записи альбома приняли участие: Смоки Мо, Dj Nik One, Кнара, Gunmakaz, известный ростовский поэт Олег Груз и др. MosVegas 2012 обладает классическим андеграундным звучанием и социальной направленностью. Альбом не получил широкой популярности и не поступал в массовую продажу, а распространялся на концертах Децла и через Интернет.

### 2008 — «Poetry Nights (Mixtape) (совместно с F.Y.P.M. (Dj Nik-One, MC Молодой & 5 Плюх))»
Почти сразу после выхода четвёртого альбома вышел релиз, в котором Кирилл Толмацкий читал свои куплеты на большинстве треков — «Poetry Nights», который был записан совместно с набиравшей тогда обороты рэп-группой F.Y.P.M.

### 2010—2012 альбом «Здесь и сейчас» и музыкальная награда «Легенда Года»
В 2010 году вышел пятый альбом «Здесь и сейчас», Децл пригласил поучаствовать в создании пластинки Ноггано, Смоки Мо, Кнару, Robert Ryd и других. Проект записывался два года. Начиная с этого года, Децл становится постоянным членом жюри хип-хоп фестиваля «Битва столиц». В 2012 году Толмацкий получил музыкальную премию «Золотая Горгулья» в номинации — Легенда Года.

### 2014—2018 трилогия «Дециллион»
Децл готовил сразу три альбома, которые вышли в течение 2014—2018 годов. Новые релизы исполнителя были созданы на нескольких языках, поскольку рэпер работал с музыкантами из разных стран: ямайцами, американцами, японцами, французами и испанцами.
Первым готовился к выходу альбом под рабочим названием «DancehallMania» в стиле регги-дансхолл (в альбоме «Здесь и сейчас» есть трек с аналогичным названием). Семплер диска появился в сети 31 августа на страницах Децла в социальных сетях. По словам исполнителя, это альбом с абсолютно новым звучанием — он записан на английском языке с мелодичными припевами и, в отличие от последних работ, является более танцевальным. В создании диска приняли участие Томас ДаВилли, проект soul4soul, Medycin Man, Imal, X-Factor и другие ямайские и африканские исполнители.
Вторым к выходу готовился классический хип-хоп-альбом, который включал в себя треки с коллегами Децла из Америки, Европы и Азии, где Толмацкий тоже планировал использовать английские тексты.
Третьим был запланирован русскоязычный альбом, над которым Толмацкому помогали работать Эль Торо и его брат Блэк Джекет, Джонни Джонсон из группы «Animal ДжаZ» и другие. Некоторые треки с готовящейся пластинки появились в ротации на радиостанциях в Нью-Йорке и на Ямайке. Кроме того, было записано несколько треков с испанским коллективом Yall.
В марте 2014 года вышел первый альбом из трилогии «Дециллион» — «DancehallMania». Альбом был записан совместно с ямайскими музыкантами на местном диалекте патуа. Этот альбом стал первым серьёзным международным альбомом в России, записанным в жанре reggae-dancehall, получившим признание от местных жителей на самой Ямайке. В альбоме приняли участие такие музыканты, как Medycin Man, Thomas Da’Ville, Soul4Soul, Imal, Jah Bari.
В сентябре 2014 года вышел второй альбом трилогии «Дециллион» — «MXXXIII». Альбом представляет собой смесь разных жанров — trap, dirty south, jazzy hip-hop, electro и R&B — пластинка вобрала в себя лучшие традиции жанров EDM и хип-хоп. В создании альбома приняли участие коллеги из США и Японии, песни были записаны на английском, русском и японском языках. Презентация альбома прошла в Испании, в Барселоне.
В ноябре 2018 года вышел третий альбом из трилогии «Дециллион» — «Неважно, кто там у руля». Альбом состоит из 11 треков, в нём Detsl aka Le Truk («Le Truk» — трюкач, волшебник) критикует молодых рэп-коллег, анализирует происходящее с жанром и критикует политическую ситуацию, сложившуюся в стране
Альбом я тщательно готовил несколько лет, и он отражает моё отношение к происходящему вокруг и проблемам современного мира. Это альбом для тех, кто любит теории заговора и не решается озвучивать свои мысли вслух. А его цель — пробудить в людях здравый смысл, вернув интеллектуальный контекст в современную андеграунд культуру. Этот альбом — антиутопия в лучших традициях жанра".

### 2016 — «Favela Funk» EP
Мини-альбом Favela Funk был записан после поездки Децла в Бразилию. Стиль песен альбома — симбиоз фанка, самбы, регги и легкомысленного речитатива. В песне «Made in Brazil» Децл цитирует фразы из своих детских хитов. В треках «Бро» и «Favela Funk» Децл старается отстаивать гуманистические идеалы («твори добро, бро»). Финальная песня «Новый хит», по словам музыкального критика Алексея Мажаева, «неожиданно соответствует названию и показывает, каких успехов сможет добиться Децл, скрещивая хип-хоп с фанком и смело меняя пропорции».

### 2017 — инструментальный альбом «μετεμψύχωσις»
Децл выпускает инструментальный альбом «μετεμψύχωσις» (др.-греч. — «переселение душ»). В пластинку вошли семь инструментальных композиций. На трек «Inferno» был снят видеоклип.

### 2018 — альбом «Acoustic» (совместно с Animal ДжаZ)
В 2018 году выходит пластинка «Acoustic» — старый материал, перезаписанный с музыкантами группы Animal Джаz. В записи альбома также приняли участие DJ Worm и гитарист Антон «Бендер» Докучаев (ПТВП). В альбом вошло 11 треков, среди которых проверенные временем хиты, такие как «Пятница», «Кто ты», и «Вечеринка», а также новые работы артиста.

### Смерть
В 2007 году в интервью ижевскому изданию «Fanlife» Децл сказал, что планирует инсценировать свою смерть в 35-летнем возрасте:
Наверно, инсценирую в 35 свою смерть и поеду курить огромный джойнт на какой-нибудь остров, и не буду париться о том, что в Вавилоне что-то происходит.
В 2015 году в интервью воронежскому информационному агентству «Галерея Чижова» он вновь повторил слова о своих планах:
Мир многогранен. Столько всего интересного происходит, что жизни на всё не хватит. Поэтому я собираюсь прожить минимум 450 лет. Когда-то я хотел бы инсценировать свою смерть в 35 лет и уехать жить на остров.  Осталось несколько лет — надо подумать над этой темой.
Децл скончался в ночь на 3 февраля 2019 года на 36-м году жизни в Ижевске. Он был на частной вечеринке в честь дня рождения директора автосалона Никиты Пантюхина, проходившей в местном заведении. После выступления, находясь в гримёрке, Толмацкий почувствовал себя плохо. Он жаловался на ломоту в кистях, судороги. Бригада скорой помощи прибыла на место через пять минут. В течение получаса медики проводили реанимационные мероприятия, включая уколы адреналина, однако это не помогло: рэпер скончался от остановки сердца (по предварительным данным) ещё до их приезда. О смерти артиста сообщил в Facebook его отец, продюсер Александр Толмацкий.
Церемония прощания прошла 6 февраля 2019 года в Москве в Центральной клинической больнице Управления делами президента. Похороны состоялись на Пятницком кладбище.
17 февраля 2019 года в интервью «Первому каналу» мать Кирилла Ирина Толмацкая поделилась мнением, что причиной смерти её сына могла стать перенагрузка. Согласно заявлению СКР по Удмуртской Республике от 4 марта 2019 года, Кирилл Толмацкий скончался в результате острой сердечной недостаточности, явившейся осложнением заболевания сердечно-сосудистой системы.
В связи с ранними высказываниями Децла и его последним постом в Инстаграме некоторые фанаты стали выражать своё неверие в кончину музыканта.

### Память
Сразу после смерти Децла у ижевских активистов возникла идея установки в городе памятника исполнителю. В июне 2019 года на стене одного из домов Ижевска было закончено граффити в память о рэпере: рядом с реалистичным профилем Кирилла Толмацкого расположилась строчка одной из его песен — «Твори добро, бро». Впоследствии арт-объект неоднократно становился жертвой вандализма.
14 марта 2019 года рэпер Лигалайз выпустил клип на песню «Океан» в память о Децле.
27 апреля 2019 года рэпер N’Pans выпустил клип на песню «Миссия 35», посвященную Децлу.
19 мая 2019 года вокалистка КНАРА выпустила песню «Памяти Децлу ака LeTruk. Времени осталось мало».
22 июля 2019 года в честь 36-го дня рождения артиста в Киеве райтер Seibyone посвятил Децлу новый мурал, выразив таким образом уважение к артисту.
7 ноября 2019 года на онлайн-платформе Premier.One состоялась премьера двухчасового документального фильма «С закрытыми окнами. Честная биография Кирилла Толмацкого» (автор сценария, режиссёр и продюсер Роман Супер).
В этом же году Кирилл получил две премии посмертно:
- На прошедшей церемонии «Жара Music Awards 2019» Кирилл Толмацкий посмертно удостоился звания «Хип-хоп легенда». Получить премию на сцену вышли родители музыканта[57].
- 7 июня на церемонии Премия МУЗ-ТВ — Кириллу Толмацкому посвятили Специальную премию за «Вклад в развитие хип-хопа»[58].

Клип «Fibonacci (Реквием)» — посмертный анимационный проект, выполненный в технике пластилиновой stop-motion анимации и выпущенный в 2021 году. Его режиссёром и аниматором выступил Danylo Maliuha, основатель студии Lead Star Collective. Клип был основан на философской концепции перерождения и цифрового следа. Работа получила признание на международных кинофестивалях, включая Oregon Screams Horror Film Festival, Rising of Lusitania и KinoDrome.
В процессе создания клипа был также снят видеодневник, в котором показан 8-месячный процесс съёмок с закадровыми высказываниями Кирилла Толмацкого, использованными в сценарии как философская основа проекта. Кроме того, на YouTube доступно интервью с режиссёром, в котором он подробно рассказывает о процессе создания клипа и его концептуальном наполнении.
8 февраля 2022 года телеканал «ТВЦ» выпустил документальный фильм «Кирилл Толмацкий. Безотцовщина» в память об артисте.
19 июля 2024 года вышел новый трек Децла «У всех на виду». По словам отца Толмацкого, песня была случайно найдена на одном из его флеш-накопителей в незаконченной версии, после чего была восстановлена, смонтирована и сведена. Сама «флешка» была найдена отцом в квартире Децла, куда он попал вместе со своей бывшей женой Ириной уже после смерти сына. Помимо этого демо-трека на накопителе было несколько акапелл на английском языке. Вечером того же дня сын Децла заявил, что песня была сгенерирована нейросетью: «Отец никогда не использовал формулировки, рифмующиеся на „труп“, не делал текст настолько плоским с точки зрения поэтической метафоры, и, опять же, размерность его текстов всегда строилась от правила 16:8». 21 июля в комментариях в группе ВКонтакте отец опроверг слухи о «причастности» нейросетей и порекомендовал критикующим повнимательнее переслушать трек, добавив, что скоро выйдет видеоклип, который действительно был создан с помощью технологий искусственного интеллекта. В интервью для видеоблога Fametime TV отец также опроверг заявление внука, назвав его поступок «гадким». По словам Толмацкого-старшего, на «флешке» папка с mp3-файлами датирована 2013 годом и трек был собран из нескольких дублей звукорежиссёром, который ранее работал с Децлом.
9 апреля 2025 года «Студия Видеопрокат» и «Эра Мьюзик» приступили к разработке игрового сериала под рабочим названием «Децл», посвящённого Толмацкому. Продюсерами проекта выступят Алексей Киселев («Happy End», «Балет», «Актрисы») и Ангелина Ашман («Арбенина», «Кресты»), а также Сергей Бондарчук и отец покойного музыканта Александр Толмацкий.
25 апреля 2025 года к 25-летию дебютного альбома Децла «Кто ты?» вышел в свет сборник кавер-версий «Трибьют». В альбом-посвящение вошло шестнадцать песен. Его участниками стали Антоха МС, Loc-Dog, Олег ЛСП, Павел Пиковский, Василий Уриевский и другие.

## Участие в рекламных акциях
С подросткового возраста Децл рекламировал одежду от Converse, услуги интернет-провайдера «Ситилайн», напиток Pepsi, наушники Philips, был лицом модных музыкальных журналов, таких как «Птюч», Neon, «Молоток», «Афиша», COOL и других.

## Телевидение
С 16 лет Децл принимал участие в телешоу различных каналов, включая музыкальные каналы «MTV Россия» и Муз-ТВ, а также в ток-шоу Первого канала, СТС, НТВ, ТНТ и других. В 2003 году участвовал в четвёртом сезоне реалити-шоу «Последний герой». В том же году принял участие в съёмках русского сезона шоу «Форт Боярд», также снимался в программах «О, счастливчик!», «Comedy Club», 14-м сезоне «Битвы экстрасенсов» и других.

## Оценки творчества
4 февраля 2019 года рэпер Оксимирон заявил, что никогда не понимал творчество Децла, но признаёт его важное значение в истории российского хип-хопа. Оксимирон подчеркнул, что его собственный творческий стиль сформировался в том числе на основе неприятия стиля Децла.

## Личная жизнь
- Мама — Ирина Анатольевна Толмацкая (род. 14.10.1963). С 1985 по 1990 год работала лаборантом в Институте гематологии, затем секретарём главного врача до тех пор, пока Кирилл не пошёл в школу.
- Отец — Александр Толмацкий (род. 1960), советский и российский музыкальный продюсер.
- Мачеха — Анна Толмацкая (род. 30.06.1983)
  - Младший брат со стороны отца — Фёдор (род. 19 января 2006).
  - Младшая сестра со стороны отца — Анфиса (род. 15 апреля 2009).
- Вдова — Юлия Киселёва, бывшая нижегородская модель[85]
- Сын — Толмацкий Меркурий Антоний Иоанн Кириллович[86] (фамилия при рождении — Киселёв) (род. 17 июня 2005, Санкт-Петербург), известен как Тони[87]

## Дискография
| Студийные альбомы                               | Студийные альбомы |
| Название                                        | Год               |
| ----------------------------------------------- | ----------------- |
| Кто ты?                                         | 2000              |
| Уличный боец                                    | 2001              |
| Aka Le Truk                                     | 2004              |
| MosVegas 2012                                   | 2008              |
| Здесь и сейчас                                  | 2010              |
| Dancehall Mania                                 | 2014              |
| MXXXIII                                         | 2014              |
| Неважно, кто там у руля                         | 2018              |
| Мини-альбом (EP)                                |                   |
| Favela Funk                                     | 2016              |
| Инструментальный альбом                         |                   |
| μετεμψύχωσις                                    | 2017              |
| Акустический альбом                             |                   |
| Acoustic (feat. Animal Джаz)                    | 2018              |
| Компиляция                                      |                   |
| The Best 18                                     | 2002              |
| Альбом в составе группы                         |                   |
| Новый мир (в составе Bad B. Альянса)            | 2002              |
| Издания на DVD                                  |                   |
| aka Le Truk (Bonus DVD) (сборник клипов)        | 2004              |
| MosVegas 2012 (Live in Ikra) (концерт на видео) | 2008              |

| Пятница                                           | 1999 |
| Слёзы (feat. МЭD DОГ)                             | 2000 |
| Вечеринка у Децла (feat. Маруся)                  | 2000 |
| Кровь моя, кровь                                  | 2000 |
| Море (feat. Шмель)                                | 2001 |
| Письмо (feat. Маруся)                             | 2001 |
| Уличный боец                                      | 2001 |
| Уличные псы (feat. N’Pans)                        | 2001 |
| Весна восьмого дня                                | 2001 |
| Ночь (feat. Карина Сербина)                       | 2002 |
| Москва (feat. Кнара)                              | 2003 |
| Для тебя (feat. Кнара)                            | 2004 |
| Потабачим                                         | 2004 |
| Бог есть (feat. Лигалайз)                         | 2004 |
| Выстрел (feat. Mezza Morta)                       | 2009 |
| Быть свободным (feat. Lil’ Kong и D. Masta)       | 2009 |
| Дай мне (feat. Ноггано)                           | 2009 |
| Connection (feat. Yall)                           | 2010 |
| I Got Angels (feat. Pete Milz)                    | 2011 |
| Fire (DJ Groove pop rmx) (RADIO) (feat. Da’Ville) | 2011 |
| Ocean of Delight (feat. Show’em Million & Kelpie) | 2012 |
| Make u Sweat                                      | 2012 |
| Wake!!!                                           | 2012 |
| Call the Back Up (feat. Jah Bari)                 | 2013 |
| Play on Repeat (feat. Yall)                       | 2014 |
| 10:33 (feat. Al Bizzare) (Remix)                  | 2015 |
| ШКАФ                                              | 2015 |
| ВКДШ (Official Remix) (feat. DEF, Nixx, Гурмэ)    | 2015 |
| Пробки, стройка, грязь                            | 2015 |
| Favela Funk (Outselect Remix)                     | 2017 |
| No Name, No Game (Баста diss)                     | 2017 |
| Новый бэнгер (feat. Oligarkh)                     | 2018 |
| Новая волна (feat. Animal ДжаZ)                   | 2018 |
| Меломанов плейлисты                               | 2018 |
| Fibonacci                                         | 2019 |
| «У всех на виду»                                  | 2024 |

| Bad B. Альянс                              | Легальный бизне$$, Звонкий, Шеff                     | Рифмомафия                                          | 2000 |
| Мы хотим сегодня                           | Легальный бизне$$                                    | Рифмомафия                                          | 2000 |
| Love Peace & Happiness                     | Shooroop                                             | Камень, ножницы, бумага                             | 2004 |
| Для тебя                                   | Shooroop, Кнара                                      | Камень, ножницы, бумага                             | 2004 |
| Я — oгонь, я — вода, я — воздух, я — земля | DJ NikOne, Big D                                     | Poetry Nights                                       | 2008 |
| Всё как есть                               | DJ NikOne                                            | Poetry Nights                                       | 2008 |
| Русский Шуганайд                           | DJ NikOne, MC Молодой                                | Poetry Nights                                       | 2008 |
| Хип-хоп                                    | DJ NikOne, MC Молодой, 5 Плюх                        | Poetry Nights                                       | 2008 |
| Мой дом Москва                             | DJ NikOne                                            | Poetry Nights                                       | 2008 |
| Freestyle                                  | DJ NikOne, 5 Плюх, ST, MC Молодой, П-13, Mezza Morta | Poetry Nights                                       | 2008 |
| Jah Простил                                | Сheck                                                | Отражение                                           | 2009 |
| Вавилон                                    | Сheck, Resaman                                       | Отражение                                           | 2009 |
| Искус                                      | П-13                                                 | Провокация Mixtape (Посвящается Памяти MC Молодого) | 2009 |
| Стань мудрее                               | N’Pans                                               | Свой среди чужих, чужой среди своих 2               | 2010 |
| Деньги                                     | F.Y.P.M., Кнара                                      | Pay Day                                             | 2011 |
| Тандем                                     | Green Grey, Женя Сахарова                            | Глаз леопарда                                       | 2014 |
| Не буду терпеть (remix)                    | David Bintsene, БЦХ                                  | Культ Образа EP                                     | 2016 |
| Estamos Aqui                               | N’Pans                                               | Kunsi Tempu — Conheça O Tempo                       | 2017 |
| Sleem Body Man                             | Mr. Bruce                                            | Регги на 100 Pro                                    | 2017 |
| Миру — Мир                                 | Вася В., Дмитрий Порубов, Маша Макарова              | Триумф                                              | 2018 |

## Фильмография
| Актёр     | Актёр                   | Актёр                        | Актёр                        | Актёр |
| Год       | Название                | Роль                         | Примечания                   |       |
| --------- | ----------------------- | ---------------------------- | ---------------------------- | ----- |
| 2005      | Продаётся дача          | Вася, внук Степаныча         | Полнометражный фильм         |       |
| 2013      | Рай по требованию       | Илья                         | Короткометражный фильм       |       |
| 2016      | На Байкал 3             | Камео                        | Полнометражный фильм         |       |
| 2017      | Закон каменных джунглей | Камео (15 серия)             | Сериал                       |       |
| 2020      | Погнали                 | Камео (15 серия)             | Сериал                       |       |
| Участник  |                         |                              |                              |       |
| Год       | Название                | Примечания                   | Примечания                   |       |
| 2019      | Beef: Русский хип-хоп   | Документальный фильм         | Документальный фильм         |       |
| 2019      | С закрытыми окнами      | Документальный фильм о Децле | Документальный фильм о Децле |       |
| Саундтрек |                         |                              |                              |       |
| Год       | Название                | Песня                        | Песня                        |       |
| 2004      | 72 метра                | Письмо (feat. Маруся)        | Письмо (feat. Маруся)        |       |

| Пачка сигарет (Легальный бизне$$) (только актёр)       | 1999 |
| Пятница                                                | 1999 |
| Надежда на завтра (в составе Bad B. Альянс)            | 2000 |
| 12 злобных зрителей (feat. Шеff)                       | 2000 |
| Вечеринка у Децла (feat. Маруся)                       | 2000 |
| Слёзы (feat. МЭD DОГ)                                  | 2000 |
| Кто ты?                                                | 2000 |
| Кровь моя, кровь                                       | 2000 |
| Письмо (feat. Маруся)                                  | 2001 |
| Море (feat. Шмель)                                     | 2001 |
| Уличные псы (feat. N’Pans)                             | 2001 |
| Уличный боец                                           | 2001 |
| Весна 8-го дня (feat. Грин Грей)                       | 2002 |
| Ночь (feat. Карина Сербина)                            | 2002 |
| Потабачим                                              | 2003 |
| Бог есть (feat. Лигалайз)                              | 2004 |
| Dip It Low (feat. Christina Milian)                    | 2004 |
| Лигалайз                                               | 2004 |
| Сладкий туман (feat. Смоки Мо)                         | 2007 |
| Выстрел (feat. Mezza Morta)                            | 2009 |
| Быть свободным (feat. Lil’Kong и D.Masta)              | 2009 |
| Dream Realiser                                         | 2012 |
| Вечеринка (пародия для Вечернего Урганта)              | 2013 |
| MXXXIII                                                | 2014 |
| Письмо (пародия для Вечернего Урганта)                 | 2014 |
| My own song                                            | 2015 |
| Пробки, стройка, грязь                                 | 2015 |
| Бро                                                    | 2016 |
| Новый хит                                              | 2016 |
| Favela Funk                                            | 2017 |
| Crazy Abba                                             | 2017 |
| No Name, No Game                                       | 2017 |
| Сигналы (Mr. Pepper production)                        | 2018 |
| Кто там у руля (Lakky One Star x N.e.O production)     | 2018 |
| Мысли глубоко (James Oclahoma production)              | 2018 |
| Узурпаторов план (Lakky One Star x N.e.O production)   | 2018 |
| Пирога кусок (Lakky One Star x Robert Ryda production) | 2018 |
| Сине-красные огни (Alexay Beats production)            | 2018 |
| Новая волна v2.0 (De La Fete production)               | 2019 |
| Меломанов плейлисты (Alexay Beats production)          | 2019 |
| Бульбик или Бонг (De La Fete production)               | 2019 |
| Подсказки на битах (Rike Luxx Beats production)        | 2019 |
| Fibonacci (David Bintsene & Vitya Isaev production)    | 2019 |
| Inferno (посмертный)                                   | 2019 |
| Dope (feat. Marrell) (посмертный)                      | 2019 |
| Fibonacci (Реквием) (посмертный)                       | 2021 |

## Награды
| Год  | Награда                                                                      | Категория                            | Номинированная работа                                                     |
| ---- | ---------------------------------------------------------------------------- | ------------------------------------ | ------------------------------------------------------------------------- |
| 2000 | Музыкальная премия «Золотой Птюч '99» (март 2000 года)                       | «Надежда года»                       | ДеЦл                                                                      |
| 2000 | Ежегодный конкурс «Обложка года» (5 июля 2000 года)                          | «Молодёжные журналы»                 | «Птюч»: ДеЦл                                                              |
| 2000 | Музыкальная премия «MTV Video Music Awards 2000» (7 сентября 2000 года)      | «International Viewer’s Choice»      | Видеоклип на песню «Вечеринка»                                            |
| 2000 | Музыкальная премия «Стопудовый хит» от Хит-FM (3 ноября 2000 года)           | «Стопудовый хит»                     | Песня «Вечеринка»                                                         |
| 2001 | Ежегодная премия «Парад пристрастий» журнала «ОМ» (январь 2001 года)         | «Прорыв года»                        | ДеЦл                                                                      |
| 2001 | Музыкальная премия «Хит-парад-20» телеканала «Муз-ТВ» (15 февраля 2001 года) | «Хит-парад-20»                       | Видеоклипы на песни «Вечеринка», «Кровь моя, кровь» и «Надежда на завтра» |
| 2001 | Музыкальная премия «Рекордъ-2001» (24 апреля 2001 года)                      | «Дебют года»                         | ДеЦл                                                                      |
| 2001 | Музыкальная премия «Стопудовый хит» от Хит-FM (2 июня 2001 года)             | «Стопудовый хит»                     | Песня «Письмо»                                                            |
| 2001 | Музыкальная премия «Золотой граммофон» (17 ноября 2001 года)                 | «Золотой граммофон»                  | Песня «Письмо»                                                            |
| 2012 | Музыкальная премия «Золотая Горгулья» (27 октября 2012 года)                 | «Легенда года»                       | Кирилл Толмацкий (ДеЦл)                                                   |
| 2019 | Музыкальная премия «ЖАРА Music Awards» (5 апреля 2019 года)                  | «Хип-хоп-легенда»                    | ДеЦл (посмертно)                                                          |
| 2019 | Музыкальная премия «Муз-ТВ» (7 июня 2019 года)                               | «За вклад в развитие хип-хоп-музыки» | ДеЦл (посмертно)                                                          |

### Комментарии
1. ↑  Наиболее известен под этим псевдонимом; (стилизованно как ДеЦл[3])
2. ↑  Последней записью от 8 декабря 2018 года в инстаграме Децла была его собственная картина, написанная акрилом на холсте. Надпись на ней гласит: «RIP RGB». В подписи к посту пояснение: from conspiracy theory collection (из серии [работ] «Конспирологические теории», [опубликованной рэпером в социальной сети]). Аналогичную подпись имеют последние пять постов Кирилла.

См. публикацию Juzeppejostko на сервисе Instagram